# Municipio de Shade
El municipio de Shade (en inglés: Shade Township) es un municipio ubicado en el condado de Somerset en el estado estadounidense de Pensilvania. En el año 2000 tenía una población de 2.886 habitantes y una densidad poblacional de 16 personas por km².

## Geografía
El municipio de Shade se encuentra ubicado en las coordenadas 40°06′33″N 78°48′15″O / 40.10917, -78.80417.

## Demografía
Según la Oficina del Censo en 2000 los ingresos medios por hogar en la localidad eran de $28,802 y los ingresos medios por familia eran $32,419. Los hombres tenían unos ingresos medios de $27,500 frente a los $18,472 para las mujeres. La renta per cápita para la localidad era de $13,497. Alrededor del 14,5% de la población estaban por debajo del umbral de pobreza.